# Vredeskerk (Katwijk)

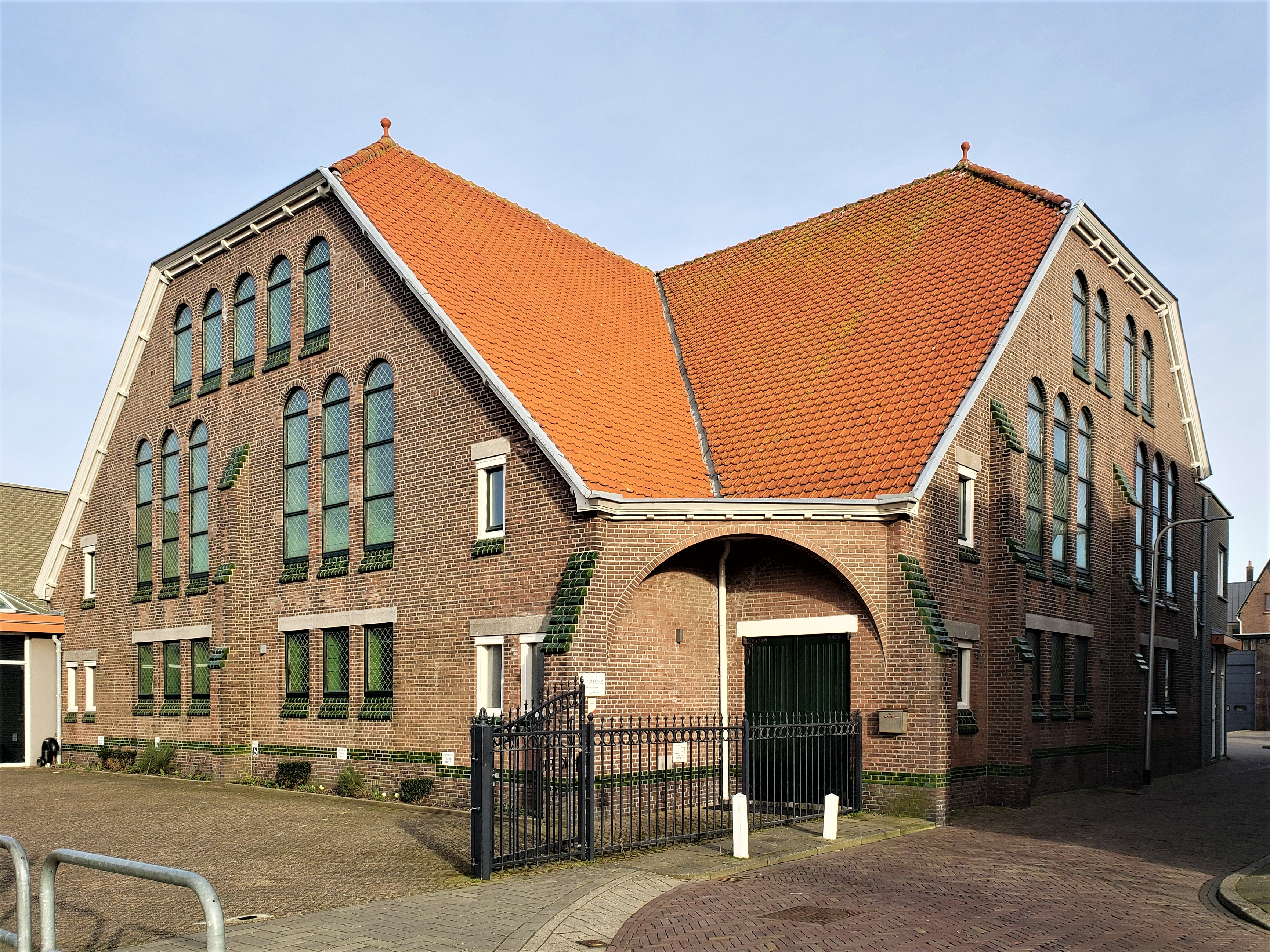
Die Vredeskerk in Katwijk

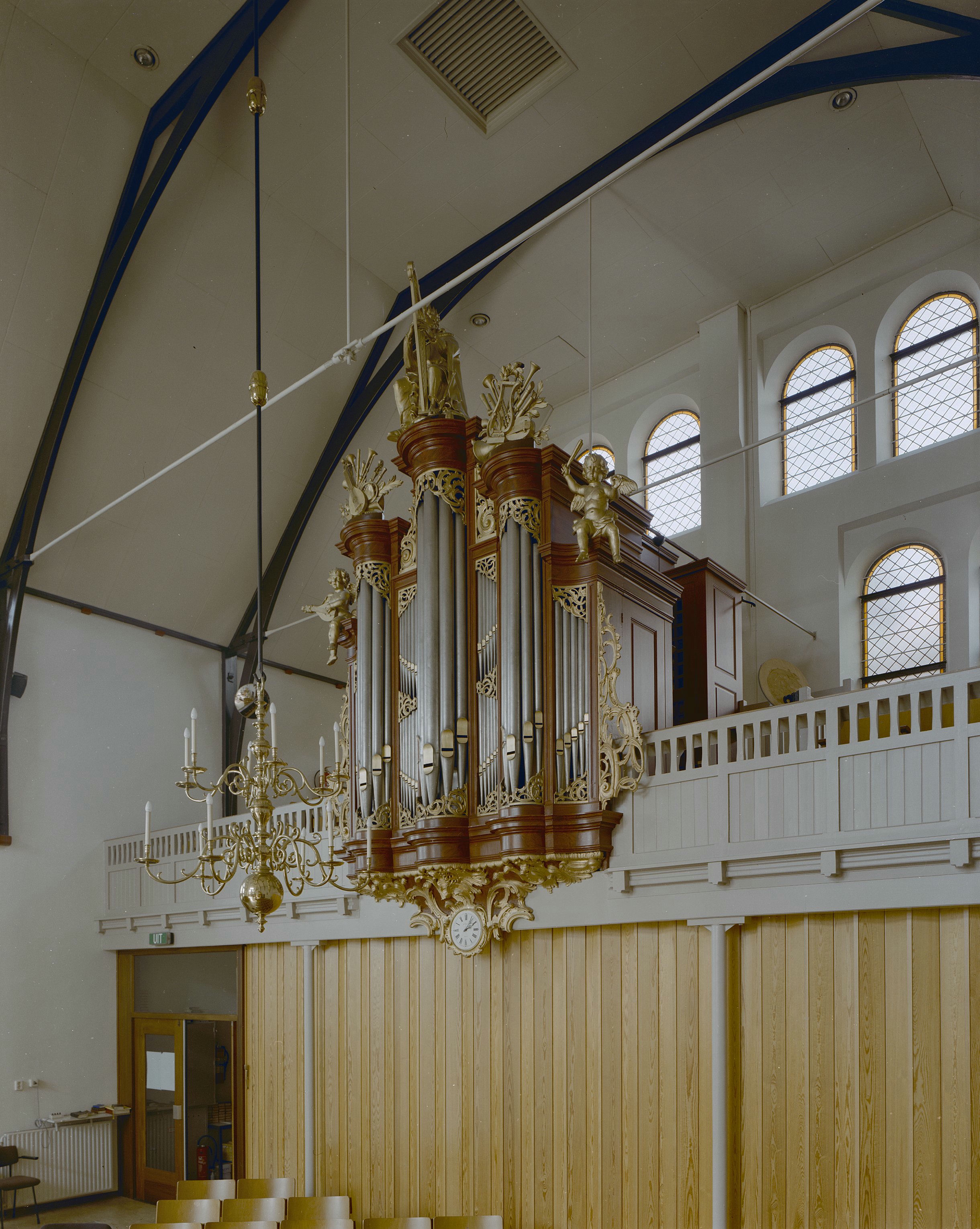
Inneres, Blick zur Bätz-Orgel vor der Umgestaltung des Innenraumes

Die Vredeskerk (deutsch: Friedenskirche) in Katwijk aan Zee, einem Ortsteil von Katwijk (Provinz Südholland) gehört zu einer strengreformierten gereformeerde Kirchengemeinde innerhalb der Protestantischen Kirche in den Niederlanden. Die Kirche ist als Baudenkmal der Gemeinde Katwijk eingestuft.

## Geschichte
Im Jahr 1837 gründete sich als Folge der Abspaltung der örtlichen reformierten Gemeinde eine neue Kirchengemeinde, aus der später die Gereformeerde Kerk van Katwijk aan Zee wurde. Anfangs besuchten die Gläubigen den Gottesdienst in einer bestehenden kleinen Steinscheune. 1856 reichte dieser Raum wegen des Wachstums der Gemeinde nicht mehr aus und es wurde beschlossen, an dieser Stelle einen größeren Kirchensaal zu bauen. Diese Kirche wurde schließlich bis 1904 genutzt. Da erneut der Bau einer größeren Predigtstätte notwendig geworden war, wurde die Kirche von 1856 abgerissen. Am 15. November 1905 wurde der Neubau der heutigen Vredeskerk offiziell eingeweiht.
Nach dem Zweiten Weltkrieg verzeichnete die Gemeinde einen stetigen Mitgliederzuwachs. Dadurch wurde die Vredeskerk in der Voorstraat zu klein. Es wurde beschlossen, die Zahl der Pfarrstellen von zwei auf drei zu erhöhen und eine neue Kirche weiter östlich im Ort, die Triumfatorkerk, zu bauen, die am 6. Mai 1964 eingeweiht wurde. Am 1. Mai 2004 schlossen sich die Niederländische Reformierte Kirche, die Gereformeerde Kirchen in den Niederlanden und die Evangelisch-Lutherische Kirche im Königreich der Niederlande zur Protestantischen Kirche in den Niederlanden (PKN) zusammen. Trotz dieser Fusion fungierten die Reformierte Gemeinde und die Gereformeerde Gemeinde weiterhin als selbstständige Kirchengemeinden in Katwijk aan Zee. Das ist bis heute so geblieben.
Aufgrund sinkender Gliederzahlen wurde 2005 wurde die Reduzierung auf zwei Pfarrstellen beschlossen. 2009 stand die Gemeinde vor der Wahl, die Pfarrstellenzahl auf einen Pfarrer zu reduzieren oder eines der Kirchengebäude zu schließen. Schließlich wurde beschlossen, die Triumfatorkerk zu verkaufen, die Vredeskerk zu renovieren und dort aber auch neue Gemeinderäume zu errichten. Am 19. Mai 2013 wurde die vollständig renovierte Vredeskerk als Kirchengebäude der Gereformeerde Kerk te Katwijk aan Zee in gottesdienstlichen Gebrauch genommen.

## Orgel
Die Orgel der Vredeskerk wurde ursprünglich 1765 durch den Orgelbauer Johann Bätz für die Doopsgezinde Kerk in Utrecht mit einem Manual und angehängtem Pedal erbaut. 1773 setzte Gideon Thomas Bätz die Orgel in das dortige neue Kirchengebäude der Doopsgezinden um und verteilte die zehn Register auf zwei Manuale. Im Jahr 1869 kaufte die reformierte Gemeinde Katwijk das Instrument für die Andreaskerk auf. Es diente dort nur 17 Jahre. 1886 wurde es an die Gereformeerde Gemeinde verkauft und 1905 in der heutigen Vredeskerk als Brüstungsorgel aufgestellt. 1933 wurde beschlossen, eine erste vollständige Restaurierung durch die Firma Van Leeuwen durchführen zu lassen. In diesem Zuge wurde einige Register ersetzt und ein Pedalregister ergänzt. Eine weitere Restaurierung erfolgte zwischen 1979 und 1982 durch den Orgelbauer A. H. de Graaf aus Leusden, der das Instrument auf seinen alten Zustand zurückführte. Klaas Bolt begleitete als Orgelsachverständiger das Projekt. 1988 ergänzt de Graaf im Pedal das Register Fagot 16′ und 2008 folgte die Restaurierung der 1978 wiederentdeckten Klaviaturen. Im Jahr der Restaurierung der Vredeskerk 2013 wurde die Orgel komplett zerlegt und Orgelbau Elbertse in Soest führte kleinere Reparaturen durch. Das Instrument verfügt heute über 14 Register mit überwiegend historischem Bestand auf zwei Manualen und Pedal. Der siebenachsige, giebelförmig aufgebaute Prospekt im Régencestil ist reich mit figürlichem Schmuck und Schnitzwerk verziert, das von Andries Everhardt Francke ausgeführt wurde. Drei Rundtürme mit jeweils fünf Pfeifen werden durch zweigeschossige Flachfelder verbunden. Zwei schlanke, niedrige Flachfelder mit seitlichem Rankenwerk, auf denen musizierende Putti sitzen, bilden den äußeren Abschluss. Die mittelhohen Rundtürme werden von zahlreichen Musikinstrumenten und der überhöhte Mittelturm von dem Harfe spielenden David bekrönt. Das Pedal ist hinterständig aufgestellt. Die Disposition lautet wie folgt:
| I Hoofdwerk C–d3   |    |
| Prestant I–II      | 8′ |
| Roerfluit          | 8′ |
| Octaaf             | 8′ |
| Octaaf             | 4′ |
| Mixtuur III–VI B/D |    |
| Sexquialter II B/D |    |
| Trompet B/D        | 8′ |

| II Onderpositief C–d3 |    |
| Holpijp               | 8′ |
| Roerfluit             | 4′ |
| Gemshoorn             | 2′ |
| Flageolet             | 1′ |

| Pedaal C–c1 |     |
| Subbas      | 16′ |
| Octaaf      | 8′  |
| Fagot       | 16′ |

- Koppeln: II/I, I/P